# Arpella comuna
L'arpella, arpella comuna o vulgar, arpellot de marjal o milana voltonera (Circus aeruginosus) és un ocell de rapinya de la família dels accipítrids (Accipitridae). Es troba a la zona temperada i subtropical d'Europa, l'Àsia central i Àfrica. El seu estat de conservació es considera de risc mínim.
D'un mig metre de llargada, d'ales i cua llargues, és de color cru amb taques rogenques al pit i al ventre, i collar i monyo groguencs. L'arpella pàl·lida (Circus cyaneus) és un ocell semblant a l'arpellot de marjal, però una mica més petit.
Viu exclusivament a les zones de maresma. Nia en canyissars i caça pels aiguamolls i zones obertes dels voltants. Als Països Catalans n'hi ha unes 60 parelles reproductores, la majoria en zones humides de la plana de Lleida i de vegades en altres punts del litoral i a s'Albufera de Mallorca. Fins als anys 80 havia criat també al delta de l'Ebre i a l'albufera de València, dues zones que actualment només permeten observar-lo a l'hivern, quan se n'hi reuneixen molts exemplars hivernants procedents del centre d'Europa.

## Distribució
L'arpella comuna té un ampli ventall de distribució, des de la costa atlàntica de Portugal i el nord d'Àfrica fins a la Sibèria russa i el nord de l'Orient Mitjà. Tot i que es troba pràcticament per tota l'Europa continental, el trobem absent de la zona escandinava, tret del sud de la Dinamarca Meridional. La seva presència a les illes britàniques ha anat creixent en els últims anys. Trobem poblacions estables a Turquia, Iraq i Iran, especialment a maresmes com la de Mesopotàmia.
La majoria de les colònies de l'arpella comuna a l'est són fruit de la migració. Molts dels exemplars de l'espècies realitzen la hivernada al sud d'Europa, encara que altres migren a zones d'Àfrica i Àsia com són el Sahel, Egipte, la regió dels Grans Llacs, Aràbia, al subcontinent Indi o fins i tot al Myanmar. Les poblacions de l'Àfrica que resideixen allí tot l'any es troben al Marroc, Tunísia i Algèria, principalment a les costes mediterrànies i no a l'interior.
Arpells divagants han arribat a zones tan remotes del seu hàbitat natural com són Islàndia, Malàisia, Sumatra o fins i tot el continent americà. De fet, arpells han sigut localitzats a Virgínia, als Estats Units d'Amèrica, encara que majoritàriament a illes de l'atlàntic (Açores, Bermuda, Guadalupe...).

Distribució de l'arpella comuna (Circus aeruginosus). Verd: àrees amb poblacions residents permanents. Blau: zones d'hivernada regular. Taronja: regions corresponents a l'àrea de reproducció estival, on s’ha constatat activitat reproductiva durant la temporada càlida. Rosa: localitzacions on s’han detectat individus divagants o ocasionals, fora del seu rang habitual.